# Salvatore Esposito (acteur)
Salvatore Esposito (Mugnano di Napoli, 2 februari 1986) is een Italiaans acteur. Na het afronden van de middelbare school nam hij deel aan korte films en volgde daarna eerst de Academie van Teatro Beatrice Bracco en vervolgens de filmschool in Napels. Na zijn verhuizing naar Rome kreeg hij in 2013 zijn eerste rol in de serie Il clan dei camorristi. Een jaar later kreeg hij de rol van Gennaro "Genny" Savastano in de televisieserie Gomorra (2014–2021) waarmee hij doorbrak bij het grote publiek.

## Filmografie

### Film
- They Call Me Jeeg (2015)
- Zeta (2016)
- Taxi 5 (2018)
- L'immortale (2019)
- La cena perfetta (2022)
- Rosanero (2022)
- Den of Thieves 2: Pantera (2025)

### Televisie
- Il clan dei camorristi (2013)
- Gomorra (2014–2021)
- Fargo (2020)

- Biblioteca Nacional de España: XX6070242
- Bibliothèque nationale de France: cb17093657b (data)
- Gemeinsame Normdatei: 1164245058
- International Standard Name Identifier: 0000 0004 5980 9568
- Library of Congress Control Number: no2020003220
- Nederlandse Thesaurus van Auteursnamen: 380156970
- Istituto Centrale per il Catalogo Unico: CFIV332633
- Système universitaire de documentation: 196532515
- Virtual International Authority File: 6853148209315400460001
- WorldCat: E39PBJmtBPMDcbkYDC3W8XQ8YP